# Ares

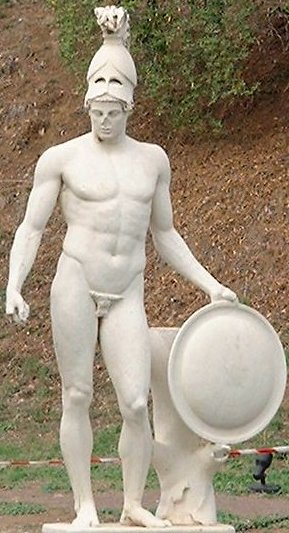
Estatua de Ares en Villa Adriana (Tívoli).

En la mitología griega Ares (en griego antiguo Ἄρης; en latín, Ares), hijo de Zeus y Hera, es el dios olímpico de la guerra. En Homero, pese a la importancia de sus padres, Ares aparece como odiado por los dioses, divinidad sanguinaria y salvaje y con escasa personalidad individual. También es descrito en los poemas homéricos como una metonimia para la guerra. Su equivalente romano es Marte. Cornuto cree que Enío podría ser la madre, hija o nodriza de Ares, y Ovidio que Hera lo engendró sin unión, después de tocar cierta flor.
En Ares se contienen todos los males y horrores que causa la guerra a ojos de los hombres. Esto se puede apreciar cuando Ares va acompañado por su séquito de abstracciones que representan los horrores y la crueldad de la guerra, como «el Terror (Deimo), la Huida (Fobo), y la Disputa (Eris), furiosa sin medida»; o «Enío, saqueadora de ciudades»; y también «el isolente Tumulto (Cidoimos)». También se puede apreciar cuando se describe a Ares como «abominable», «feroz», «violento», o «fuente de lágrimas» y especialmente «estrago de mortales, manchado de crímenes, salteador de murallas».
En los himnos homéricos se asocia a Ares con el planeta astrológico Marte, y en consecuencia se lo ensalza con rasgos positivos y deseables que no se presentan en la poesía épica. Es el espíritu del ardor combativo. Se lo llama poderoso, de intrépido corazón, salvador de ciudades, vallador del Olimpo, auxiliador de la Justicia (Dike), padre de la Victoria (Nike), guía de los varones justos, poseedor del cetro de la hombría o incluso dispensador de la arrojada juventud.
A pesar de ser identificado como dios de la guerra no siempre salió victorioso en los combates. Su hermana Atenea, diosa también de la guerra y mucho más hábil que él, lo venció varias veces en combate. En cierta ocasión Atenea guiaba el carro de Heracles frente a Ares, que hacía lo mismo con Cicno. Ares le arrojó la lanza a Heracles pero Atenea la desvió con su mano. Finalmente Heracles consiguió herir al propio Ares y sus hijos Fobos y Deimos tuvieron que retirarlo herido del combate. En otra ocasión, cuando Atenea acompañaba a Diomedes, oculta bajo la invisibilidad del morrión de Hades, guio la pica del héroe que consiguió herirle en el ijar a Ares, que comenzó a sangrar y a gritar: «bramó el broncíneo Ares con un alarido como el que profieren nueve mil o diez mil hombres en el combate». Durante la guerra de Troya sucedió que los dioses se enfrentaron entre ellos y Atenea se encaró contra Ares. Ares consiguió acertarle con la lanza a Atenea en su égida, luego la diosa retrocedió, cogió una enorme piedra negra y se la arrojó a Ares en el cuello, doblegando sus miembros; el inmenso cuerpo de Ares, tendido en el suelo, ocupaba siete yugadas en su caída.

En la guerra de Troya en un primer momento peleó con un bando y luego con el otro, para compensar el coraje de ambas partes. Su mano destructiva se veía incluso tras los estragos provocados por plagas y epidemias. Esta faceta salvaje y sanguinaria de Ares lo hacía ser detestado por otros dioses, como le recrimina Zeus:
«¡No me vengas, veleidoso, a gimotear sentándote a mi lado! Eres para mí·el más odioso de los dioses dueños del Olimpo, pues siempre te gustan la disputa, los combates y las luchas. Tienes el furor incontenible e irreprimible de tu madre, de Hera, a la que yo sólo a duras penas doblego con palabras».
«Ares» fue también un adjetivo y epíteto en la época clásica para referirse a otros dioses cuando presentaban una modalidad guerrera, violenta o viril: eran comunes los títulos Zeus Areios, Atenea Areia e incluso Afrodita Areia.

## Culto

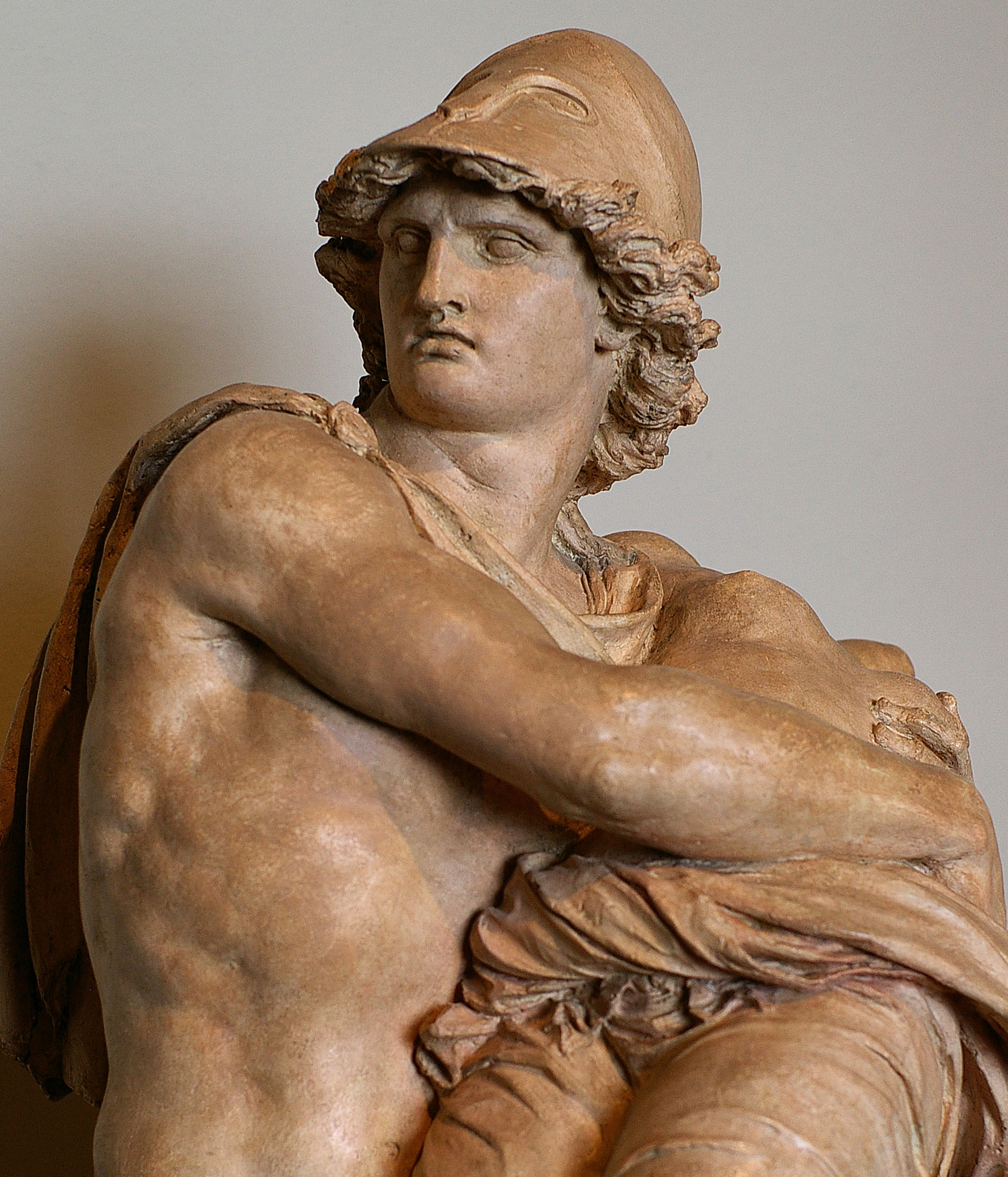
Ares alzando a Afrodita

El nombre de Ares ya aparece atestiguado en las tablillas micénicas bajo la forma A-re. Pese a ello, en Grecia, al menos durante las épocas arcaica y clásica, no era de los dioses a los que más culto se rendía, dado que se le consideraba de procedencia bárbara.
La adoración de Ares en los países al norte de Grecia indica que probablemente su culto se introdujera desde Tracia. En Escitia, otro de sus principales lugares de culto, se le adoraba con la forma de una espada, con la que se sacrificaban caballos, ganado y, en algunas ocasiones, esclavos.
Por el geógrafo Pausanias se sabe que en Esparta había una estatua del dios encadenado, para mostrar que el espíritu combativo y la victoria nunca abandonaría a los habitantes de la ciudad. En esta ciudad se le sacrificaban cachorros de perros.
En el mito de los Argonautas se creía que en la Cólquide, el vellocino de oro estaba colgado de un roble en una arboleda consagrada a Ares. Desde allí se creía que los Dioscuros trajeron a Laconia la antigua estatua de Ares que se conservaba en el templo de Ares Thareitas, en el camino de Esparta a Terapnas.
También, al ser considerado padre de las amazonas, se contaba que estas habían levantado un altar dedicado al dios en una isla del mar Negro. Esta isla, en la que se creía que moraban los pájaros del Estínfalo, se conocía como la «isla de Ares».
En el periodo helenístico fue muy adorado en Macedonia, de donde proviene uno de sus adeptos más destacados, Alejandro Magno. Por escritos de Pseudo Calístenes y Plutarco es posible precisar los rituales que Alejandro Magno le rendía en vísperas de las batallas, que generalmente consistían en un complejo conjunto de ritos donde se relacionaban las libaciones con lo órfico y los sacrificios animales.
El templo de Ares que vio Pausanias en el siglo II en el Ágora de Atenas (centro administrativo, religioso y cultural), había sido trasladado y rededicado allí durante la época de Augusto: en esencia era un templo de Marte, su equivalente romano. Sin embargo Pausanias señala que allí había una estatua de Ares que era obra de Alcámenes. El Areópago, la ‘colina de Ares’ donde predicó Pablo, está situado a cierta distancia de la Acrópolis y desde tiempos arcaicos se celebraban juicios allí.

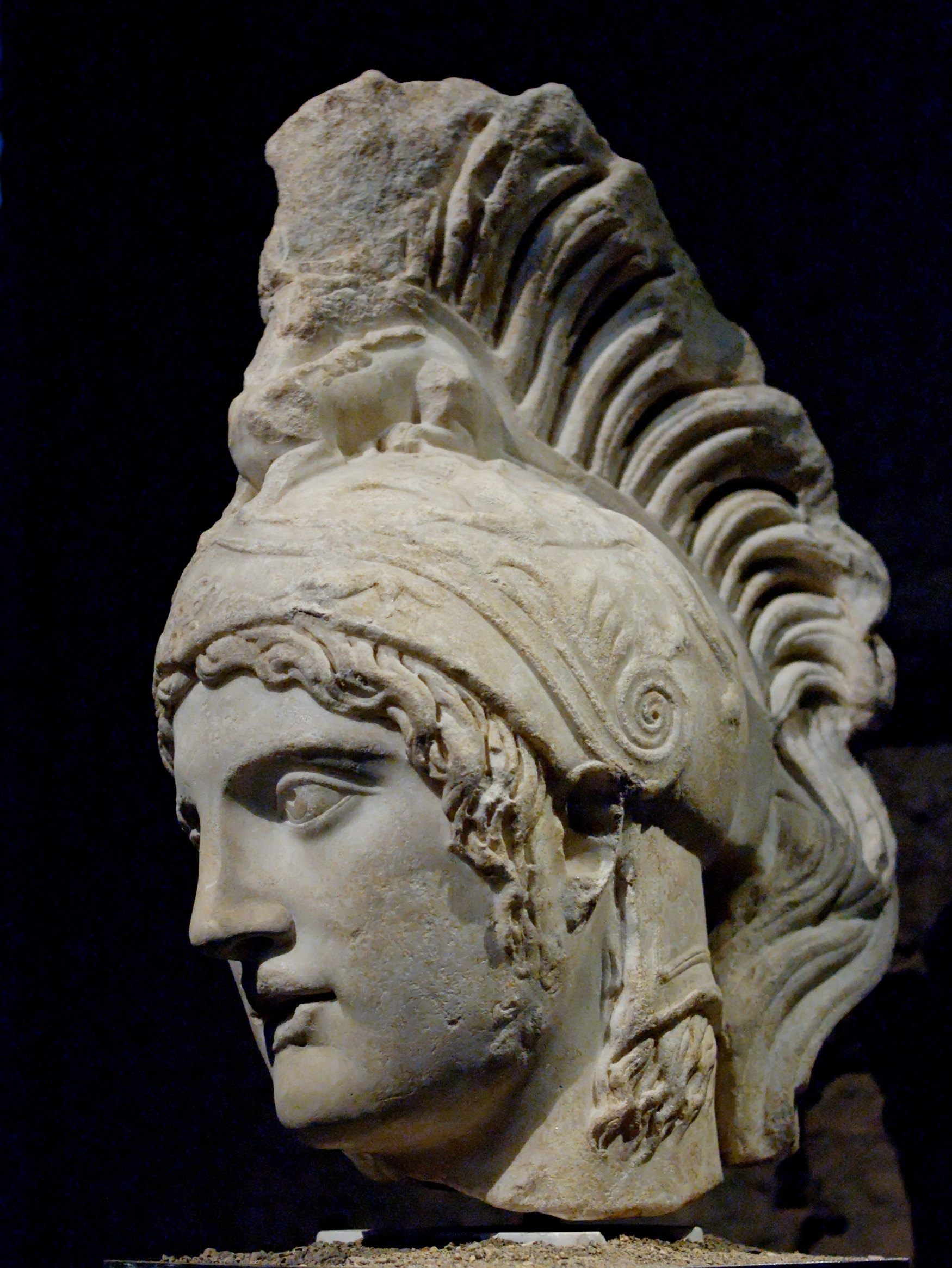
Ares, copia romana de un original de Alcámenes del Hallado en 1925, en la zona sagrada de Largo di Torre Argentina

En Olimpia existía un altar dedicado a este dios. También era adorado cerca de Tegea, llamado allí Ares Afneo, y en la misma ciudad de Tegea. Cerca de Tebas había una fuente consagrada a Ares. En Gerontras (Laconia), tenía un templo con una arboleda donde se celebraba un festival anual durante el que no se permitía que las mujeres se acercaran al templo.
Se conservan algunos himnos tardíos dedicados a Ares: el Himno homérico VIII —que la crítica atribuye al neoplatónico Proclo y por tanto es del siglo V d. C.— y el Himno órfico LXV, de la época imperial romana. Estos himnos invocan a Ares denominándolo como personificación de la valentía, la fuerza incansable, rey de la virilidad masculina, protector del olimpo y de los ejércitos, caudillo de los rebeldes, de los hombres justos, y ayudante de los débiles. Estos atributos son, en parte, diferentes de los que tenía el Ares tradicional.
Heródoto relata que los egipcios rendían culto a una divinidad a la que también llama Ares.

### Símbolos y apariencia
Ares suele representarse como un hombre joven, con cabellera anástole (al parecer, algo propio de los guerreros helenos) y con rostro y cuerpo sin vello. El carruaje y la antorcha encendida son algunos de sus símbolos. Ares montaba un carruaje tirado por dos caballos inmortales que volaban y llevaban bridas de oro. Entre los demás dioses, Ares era representado con una armadura de bronce, lanza, escudo, casco y espada. A él estaban consagrados los perros y los buitres y en Italia, entre los picenos, también los pájaros carpinteros eran aves sagradas de Ares. Según las Argonáuticas, los pájaros de Ares (Ornithes Areioi) eran una bandada de pájaros cuyas plumas podían lanzar como dardos a los enemigos. También se identifica con los dos cuernos por el mito del vellocino de oro, el carnero de lana dorada (como se lo representa en el signo zodiacal de Aries).

### Títulos y epítetos
Uno de los epítetos más destacados de Ares es el de Enialio (Ἐνυάλιος Enyálios) que puede tener el significado de guerrero heroico, y tal epíteto era aplicado a los efebos en Atenas. Los efebos eran los jóvenes que ingresaban al servicio militar, y era un tipo de culto heroico durante su juramento. En las tablillas micénicas en lineal B ya aparecía E-nu-wa-ri-jo, identificado como Enialio. Para la época clásica Enialio había sido identificado como un héroe.
Otros epítetos de Ares son:
- Brotoloigos (Βροτολοιγός, ‘destructor de hombres’);
- Afrodisíakos (Αφροδισιακος, 'encantado por Afrodita')
- Androfontes (Ανδρειφοντης, ‘asesino de hombres’);
- Miaiphonos (Μιαιφόνος, ‘la voz de los hombres’);
- Teikhesiplêtês (Τειχεσιπλήτης, ‘asaltante de murallas’);
- Maleros (Μαλερός, ‘hechicero, chamán’);
- Teritas (Θηρίτας, ‘apaciguado'), por Tero, su niñera y sanadora.

## Mitología

### Afrodita

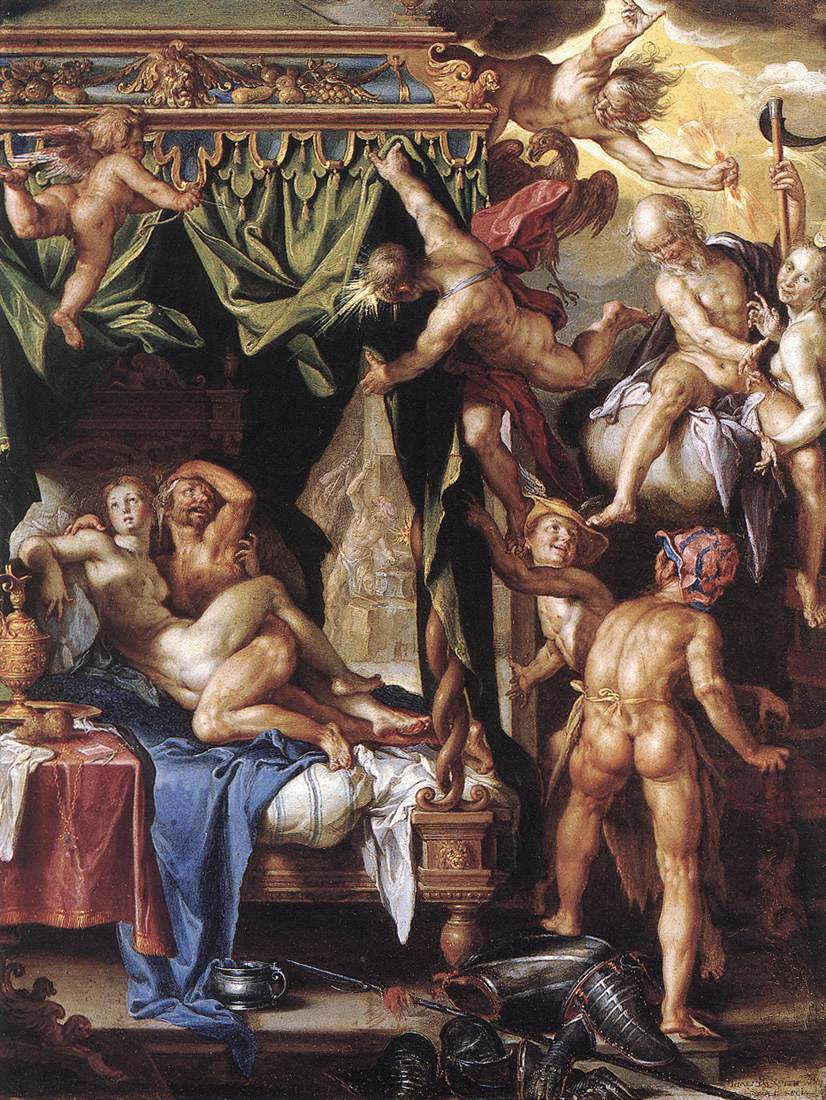
Afrodita y Ares sorprendidos por los dioses, por Joachim Wtewael.

En la historia cantada por el poeta Demódoco, en el palacio de Alcínoo, rey de los feacios, el dios sol Helios espió una vez a Ares y Afrodita haciendo el amor en secreto en los aposentos del esposo de esta, Hefesto, el rengo y jorobado dios del fuego. Helios le advirtió sobre la situación a Hefesto, quien enfureció y tramó un plan, confeccionó una red invisible, pero tan fuerte y resistente que ningún hombre ni dios pudiera romperla, que pudiese inmovilizar a cualquiera para así atrapar a la pareja; así que colocó esta red sobre la cama, que actuaría con los rayos del amanecer. Hefesto salió de su casa y volvería al día siguiente a la salida del sol. Ares prevenidamente, puso a su guardia Alectrión en la puerta para que le avisase de la salida del sol (Helios), pero el joven se quedó dormido, y con los primeros destellos del sol la red cayó sobre los amantes. Así atrapó a Ares y Afrodita en plena situación íntima, quedando estos inmovilizados. Hefesto, furioso, llamó a los demás dioses para que fuesen testigos del adulterio. Las diosas no concurrieron por pudor. Los dioses presentes comentaron la belleza de Afrodita, y que habrían cambiado gustosos el lugar de Ares, burlándose de Hefesto. Cuando la pareja fue liberada, ella escapó a Pafos su isla natal de Chipre, mientras que Ares se refugió en su natal Tracia. Ares, furioso, transformó a Alectrión en un gallo que nunca se olvidaría de anunciar la llegada del sol por las mañanas. Ni Afrodita ni Ares cumplieron su promesa, y volvieron a encontrarse repetidas veces. Tal historia fue representada en esculturas y pinturas, especialmente en el Renacimiento. Ares y Afrodita tuvieron en total, tomando en cuenta todas las fuentes, a los siguientes hijos: Anteros, Deimos, Eros, Fobos y Harmonía.

### Ares encadenado
En un mito relatado en la Ilíada por la diosa Dione a Afrodita, dos gigantes ctónicos, los alóadas Oto y Efialtes, encadenaron a Ares y lo encerraron en una urna de bronce durante un año lunar. Ares estuvo gritando y aullando en la urna durante trece meses, hasta que su hermano Hermes lo rescató y su hermana Artemisa engañó a los gigantes haciendo que se arrojaran sus lanzas uno al otro, matándose. «Allí pereciera el dios insaciable de combate si su madrastra [de los Alóadas], la bellísima Eribea, no lo hubiese participado a Hermes». «En este se sospecha un festival de libertinaje que se desata al decimotercer mes.»

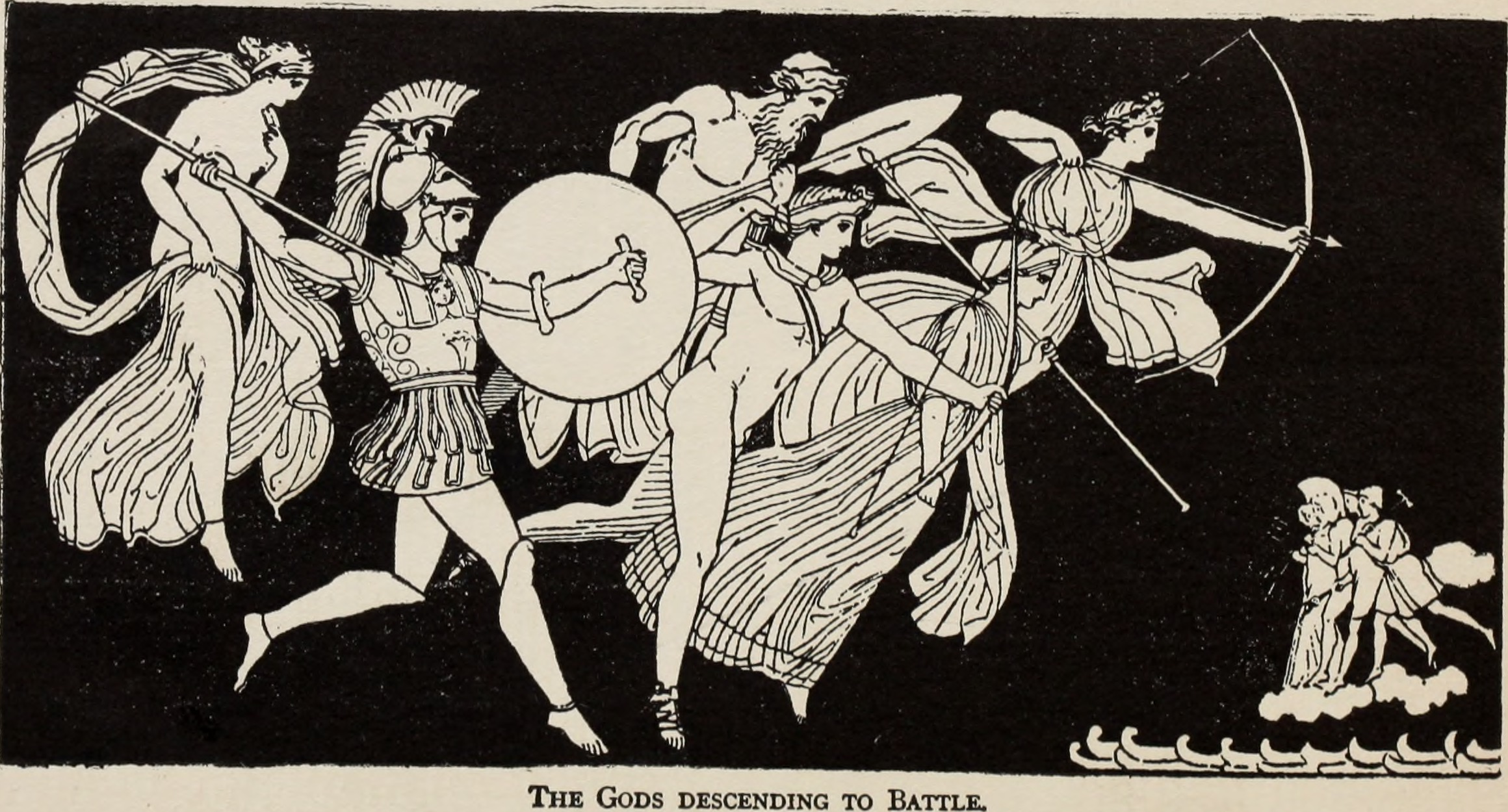
Ares y otros dioses —Apolo, Artemisa, Leto, Escamandro y Afrodita— acudiendo a luchar a favor del bando troyano en la guerra de Troya.

### La guerra de Troya
En la Ilíada, Homero cuenta que Ares peleó para un bando y luego para el otro para recompensar el coraje de ambos lados: prometió a su hermana Atenea y a su madre Hera que lucharía del lado de los aqueos junto a Aquiles, pero Afrodita y Apolo lo convencieron para que luchase con ellos del lado de Paris y los troyanos.
En la batalla, Diomedes sorprendido al ver a Ares luchando en el bando troyano ordenó a sus soldados la retirada. Hera vio la desproporción del combate y pidió a Zeus que interviniera para alejarlo del campo de batalla. Ares atacó a Diomedes con su lanza, pero Atenea desvió el ataque. Diomedes respondió con la pica y Atenea guio el golpe en dirección a Ares, quien cayó herido y en su caída bramó como nueve o diez mil hombres. Huyó al monte Olimpo para que su padre Zeus curara sus heridas, lo que obligó a los troyanos a replegarse. Zeus lo sermoneó:
Mirándole con torva faz, respondió Zeus, que amontona las nubes: "¡Inconstante! No te lamentes, sentado a mi vera, pues me eres más odioso que ningún otro de los dioses del Olimpo. Siempre te han gustado las riñas, luchas y peleas y tienes el espíritu soberbio, que nunca cede, de tu madre Hera, a quien apenas puedo dominar con mis palabras. Creo que cuanto te ha ocurrido lo debes a sus consejos. Pero no permitiré que los dolores te atormenten, porque eres de mi linaje y para mí te parió tu madre. Si, siendo tan perverso, hubieses nacido de algún otro dios, tiempo ha que estarías en un abismo más profundo que el de los hijos de Urano."
Cuando Hera mencionó durante una conversación con Zeus que el hijo de Ares, Ascálafo, había muerto, Ares rompió a llorar. Quiso unirse a la batalla del lado de los aqueos, contra la orden de Zeus de que ningún olímpico debía participar en la guerra. Atenea lo impidió, lo consoló y le ayudó a quitarse la armadura.
Más tarde, cuando permitió Zeus a los dioses tomar parte activa en la guerra de los mortales, Ares se enfrentó a Atenea, pero terminó herido de nuevo cuando esta lo golpeó con una piedra, cubriendo al caer con su cuerpo tumbado siete yugadas.

### Ayudantes

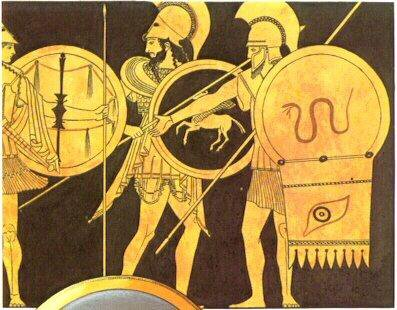
Fobos y Deimos

Una de sus principales consejeras es Temis, una importante diosa de la justicia y el orden correcto de las cosas.
En las batallas, Deimos y Fobos son dos de sus hijos con Afrodita y también respectivamente los espíritus del terror y el miedo, que lo acompañaban en las batallas, al igual que su hermana Eris. Otra acompañante de Ares era Enío, diosa del derramamiento de sangre y la violencia. A modo de construcción etimológica, de Fobos proviene la palabra fobia. Tienen cita en la astronomía, que ha dado estos nombres de sus hijos, Fobos y Deimos, para nombrar a los dos satélites del planeta Marte (donde Ares era llamado así en Roma).
La presencia de Ares se veía también reforzada por Cidoimos, el demon del alboroto de las batallas, así como las Macas (Batallas), las Hisminas (Disputas), Polemos (un espíritu menor de la guerra, probablemente un epíteto de Ares, pues no tenía un dominio específico) y la hija de este, Alala, la diosa-personificación del grito de guerra griego, cuyo nombre era usado por Ares como grito de guerra propio. En la Ilíada también se describe que otra de sus hermanas, Hebe, le prepara el baño y luego le viste.

### La fundación de Tebas
Ares también está presente en el mito fundacional de Tebas: Cadmo mató al dragón que custodiaba la fuente de Ares —y del que algunos decían que era hijo de este dios— que estaba en Beocia, en el lugar donde después se construyó Tebas. Luego, por consejo de Atenea, sembró los dientes del dragón, de los que brotaron como si una cosecha creciese una raza de guerreros, los espartos. Para aplacar a Ares, Cadmo estuvo al servicio de Ares durante un año y luego tomó como esposa a Harmonía, hija de este con Afrodita.

### Otros mitos
- En la contienda de Tifón contra Zeus, Ares se vio obligado, junto con los otros dioses, a huir a Egipto, donde se metamorfoseó en un pez.[64]
- Ares dio a Hipólita el cinturón que luego le quitó Heracles.[65]
- En algunas versiones se contaba que cuando Afrodita amó a Adonis, un celoso Ares se transformó en un jabalí y mató a su rival o bien envió el jabalí para que lo matara.[66]
- Según una tradición, Ares mató a Halirrotio, hijo de Poseidón, cuando este intentó violar a Alcipe, su hija con Agraulo. Poseidón exigió a Zeus que Ares fuese castigado, por lo que fue llevado a juicio: el primer juicio por asesinato de la historia. Los demás olímpicos votaron que debía ser absuelto. Se cree que este suceso dio origen al nombre «Areópago».[67]
- Existen relatos de un hijo de Ares, Cicno, que fue tan sanguinario que intentó construir un templo con las calaveras y huesos de los viajeros a los que asesinaba. Heracles lo mató, provocando la cólera de Ares, a quien también derrotó, obligándolo a volver al Olimpo.[68]

### Cristianismo
Reaparece en el libro del Apocalipsis como el jinete del caballo rojo.

## Descendencia, consortes y amoríos

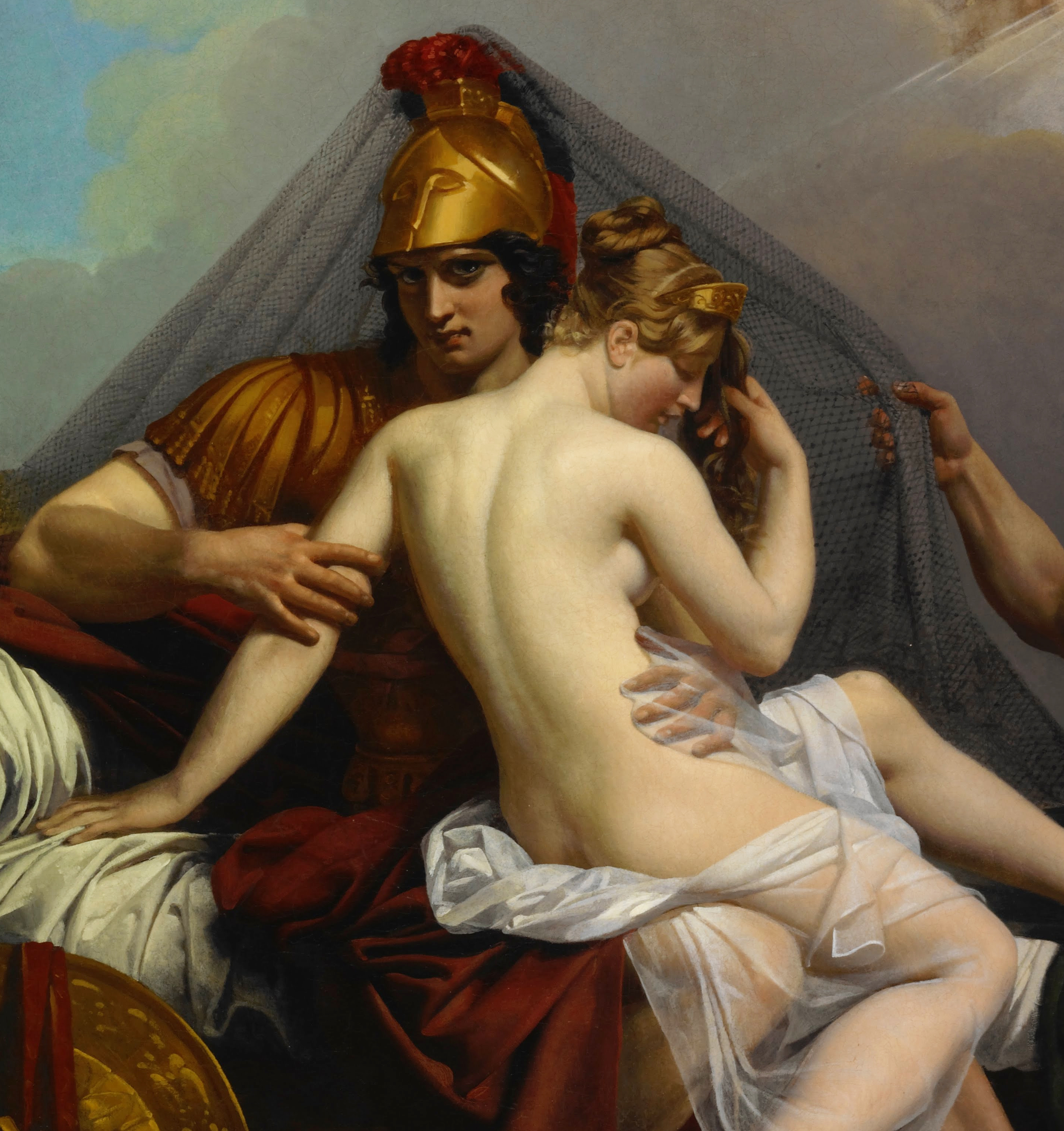
Afrodita y Ares, en el lecho de Hefesto, sobre ellos la red invisible

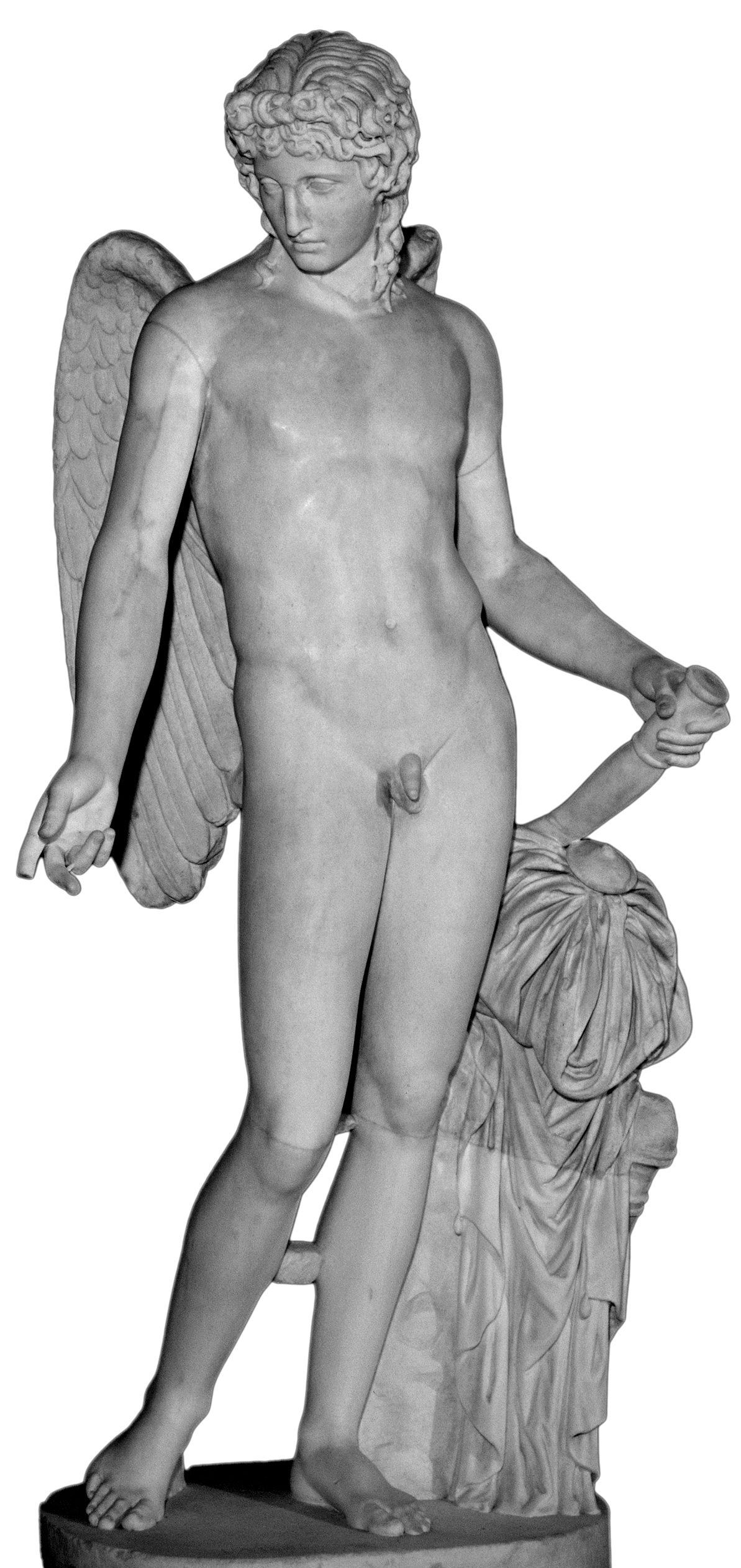
Eros, hijo de Ares y Afrodita, representa el deseo. En la mitología romana es Cupido

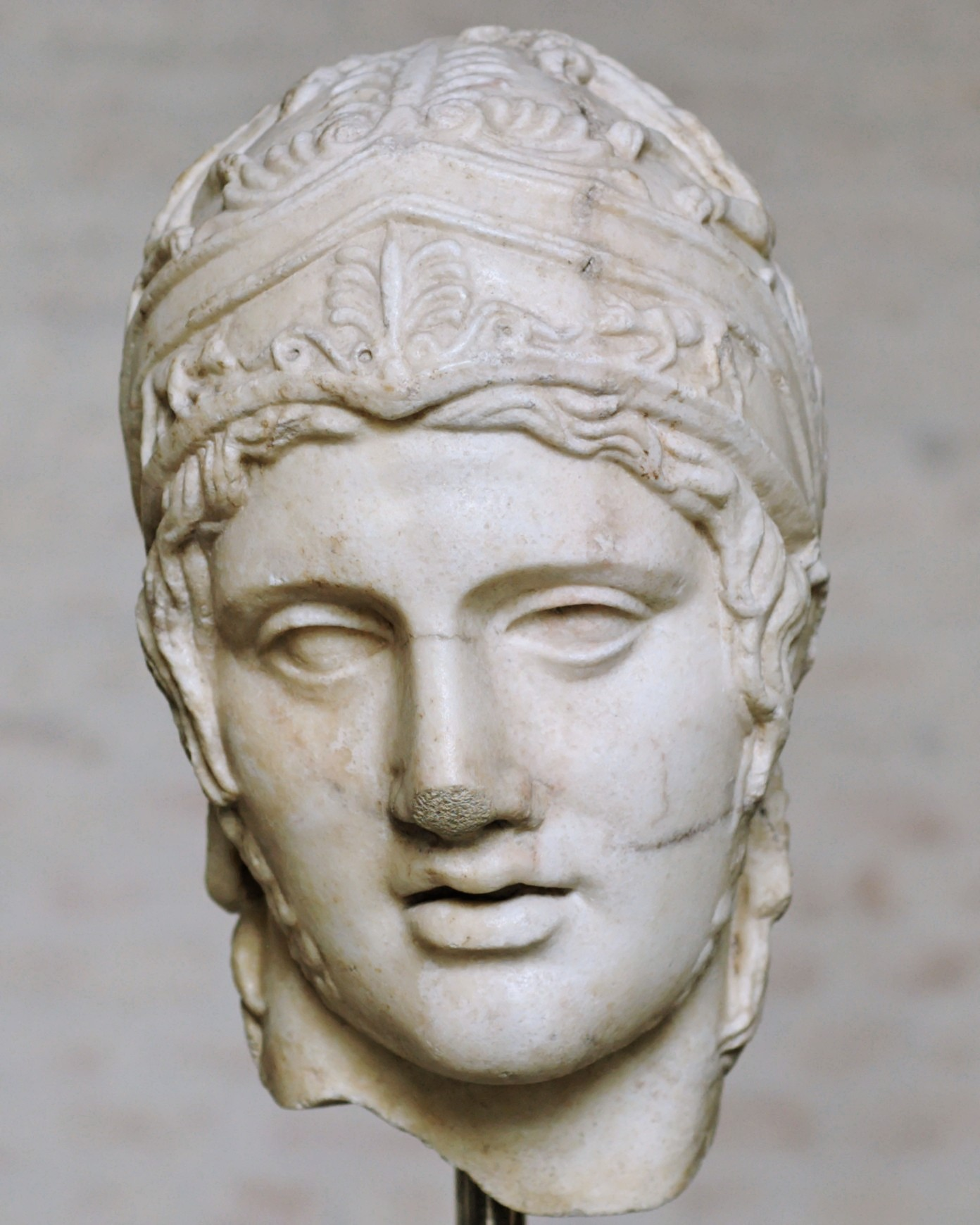
Copia de una escultura representando a Ares, obra de Alcámenes.

A pesar de representar el arquetipo de la virilidad masculina lo cierto es que Ares no es descrito en la poesía bucólica como amante de ninfas o perseguidor de amores furtivos con muchachas. Curiosamente es el dios olímpico que más hijas tuvo y entre ellas destaca, colectivamente, el pueblo de las amazonas. En cambio, su contrapartida romana, Marte, fue padre de Rómulo, padre mitológico del pueblo romano.
Ares tuvo algunos amoríos con lo que no engendró descendencia. Se dice que Eos, enamorada de Orión, lo arrebató y lo transportó a Delos; pues Afrodita la había hecho enamorarse a perpetuidad por haber tenido relación sexual con Ares. En la tradición romana a Nerio se la asocia como la esposa de Marte y personifica la Valentía. A causa de Tanagra los dioses Hermes y Ares se enfrentaron en una competición de pugilato para conseguir el afecto de la náyade. Otros dicen que Hipónoo se enfadó con su hija Peribea porque estaba encinta de Ares.
Ares tuvo al menos un amante masculino y así Ausonio nos dice de Ares que «tú has amado a los imberbes», refiriéndose, pues, al efebo Alectrión.
| Descendencia             | Consorte (si la hay), amorío y referencias |
| ------------------------ | --- |
| Aéropo                   | Aérope, hija de Cefeo, murió en el parto del hijo de Ares y este lo salvó, llamándose Aéropo. |
| Alcipe                   | De Aglauro, una hija de Cécrope, y de Ares nació Alcipe, a quien Halirrotio violó. |
| Alcón                    | De Tracia, hijo de Ares, marchó contra el jabalí de Calidón. |
| amazonas                 | Las amazonas eran una estirpe nacida de la ninfa Harmonía, la cual le alumbró a Ares unas hijas belicosas, tras compartir su lecho en los valles del bosque de Acmón. |
| Anteros                  | De Afrodita y de Ares se dice que también nació Anteros. |
| Antíope                  | Otra de las amazonas y hermana de Pentesilea e Hipólita. |
| Ascálafo y Yámeno        | De Aspledón y Orcómeno se presentaron los caudillos Ascálafo y Yálmeno, hijos de Ares, a quien había dado a luz Astíoque en casa de Áctor Azida. La pudorosa doncella había subido al piso superior, y el violento Ares se acostó a su lado en secreto.                     |
| Bistón, Odomante y Edono | Calírroe, una náyade, hija del río tracio Nesto, le dio a Ares un trío de hijos epónimos: Bistón (bistones), Odomante (odomantos) y Edono (edones). En otras fuentes la madre de Bistón es Terpsícore.                                                                      |
| Bitis                    | Sete, la hermana de Reso, fue madre, por Ares, de Bitis, epónimo de la tribu tracia de los bitias. |
| Brite                    | La leyenda de Brite, hija de Marte (Ares) y doncella de Artemisa en Creta, es una versión latina de la de Britomartis. Amada por Minos Brite se arrojó al mar y su cuerpo fue encontrada por algunos marineros, atrapada en una red.                                        |
| Cálibe                   | Epónimo de pueblo de los cálibes, era hijo de Ares. |
| Calidón                  | Cerca del río Aqueloo se encuentra el monte Calidón llamado así por Calidón, hijo de Ares y una tal Astínome. Como quiera que Calidón vio a Artemisa bañándose, la diosa lo transformó en el monte homónimo.                                                                |
| Cicno                    | Heracles, al pasar por Itono, fue desafiado a combate singular por Cicno, hijo de Ares y Pelopia o Pirene. Ares defendía a Cicno y dirigía la pelea, cuando un rayo arrojado en medio de ambos hizo cesar el combate.                                                       |
| Cidoimos                 | Un asistente e hijo de Ares, y hermano de Fobos y Deimos. |
| Crestone                 | De Cirene y Ares también nació Crestone; se dice que Tracia se llamaba antes Crestone en su honor. |
| Diomedes                 | Como octavo trabajo de Heracles, a este se le ordenó llevar a Micenas las yeguas de Diomedes el tracio. Este, hijo de Ares y Cirene, era rey de los bístones, pueblo tracio muy belicoso, y poseía yeguas antropófagas.                                                     |
| dragón ismenio           | El dragón ismenio, que custodiaba la fuente de Ares, y que fue muerto a manos de Cadmo, era hijo de Ares y de la erinis Tilfosa. |
| Driante                  | Un hijo de Ares, natural de Calidón, también participó en la cacería del jabalí de Calidón. |
| Eagro                    | El audaz hijo de Ares, abandonando su ciudad de Pimplea, en tierra bistonia, se puso en marcha. |
| Enialio                  | Algunos dicen que Enialio, dios de la guerra, nació de la unión entre Ares y Enío, diosa similar a aquél. |
| Enío                     | Cornuto diserta que Enío pudiera ser, entre otras opciones, hija de Ares. |
| Enómao                   | Enómao es hijo de Ares y Estérope. Harpina, según las leyendas de los eleos y los fliasios, se unió Ares y fue la madre de Enómao, que reinó en Pisa. Otros dicen que Ares poseyó a Eurítoe, a la sazón una de las Danaides.                                                |
| Eros                     | Eros, hijo terrible de Afrodita engañosa, al que dio a luz para Ares traicionero. |
| Estínfelo                | El río Alfeo de Arcadia antiguamente se llamaba Estínfelo, por Estínfelo, el hijo de Ares y Dormotea. Habiendo perdido a su hermano Alcmeón, se arrojó por pena al río homónimo.                                                                                            |
| Euritión                 | Con una de las Hespérides, Eritía, Ares engendró a Euritión, que cuidaba las reses de Gerión. |
| Eveno                    | Agénor, hijo de Pleurón, engendró a Portaón y a Demónice, la cual con Ares tuvo a Eveno y otros tres hermanos. |
| Flegias                  | Lico y Nicteo habían huido de Eubea por haber matado a Flegias, hijo de Ares y Dotis la beocia. Otros dicen que de Crise, la hija de Almo, y de Ares nació Flegias, y el trono, al morir Eteocles sin hijos, lo obtuvo Flegias.                                             |
| Fobos y Deimos           | A su vez, con Ares, perforador de escudos, Citerea Afrodita concibió a Fobos y a Deimos, terribles, que ponen en confusión las compactas falanges de varones en la guerra sangrienta junto con Ares destructor de ciudades.                                                 |
| Harmonía                 | Hermana de Fobos y Deimos e hija de Ares y Afrodita también a Harmonía, a quien el muy esforzado Cadmo hizo su esposa. |
| Hiperbio                 | Un hijo de Ares, fue el primero que tuvo que matar un animal. |
| Hipólita                 | Heracles mató a Hipólita, hija de Ares y de la reina Otrera, de quien adquirió el cinturón de la reina de las amazonas. |
| Ixión                    | A veces es descrito como hijo de Ares o Aetón. |
| Leódoco                  | Ares con una tal Pero fue padre de Leódoco; probablemente una corrupción por Laódoco, hijo de Biante y Pero. |
| Licasto y Parrasio       | Filónome, hija de Níctimo de Arcadia, fue seducida por Ares con la guisa de un pastor. De esta unión nacieron Licasto y Parrasio. |
| Lico                     | Era un rey de Libia, cuya costumbre era sacrificar a los extranjeros para su padre Ares. |
| Melanipo                 | Otros dicen que Ares se unió a Tritea, una hija de Tritón, y que la doncella era sacerdotisa de Atenea, y que Melanipo, hijo de Ares y de Tritea, cuando creció fundó una ciudad.                                                                                           |
| Meleagro                 | Altea tuvo otro hijo de Eneo, Meleagro, que algunos creen engendrado por Ares. |
| Minias                   | Es referido como hijo de Ares en una fuente. |
| Molo                     | Agénor, hijo de Pleurón, engendró a Portaón y a Demónice, la cual con Ares tuvo a Molo y otros tres hermanos. |
| Nike                     | La Victoria, es «hija de Ares de brazo poderoso, que concluye con la guerra». |
| Niso                     | Este hijo de Ares era el rey de los megarenses y se dice que poseía un mechón de cabello púrpura en su cabeza. |
| Otrera                   | En una única versión es hija y no consorte de Ares. |
| Óxilo                    | De Calidón y Eolia, hija de Amitaón, nacieron Epicasta y Protogenía; de ésta y Ares nació Óxilo. |
| Pangeo                   | El monte Pangeo lleva su nombre por su epónimo. Pangeo, hijo de Ares y Critobule, por error se acostó con su propia hija, lo que le desconcertó hasta tal punto que huyó al monte Carmania, donde, abrumado por una pena que no podía dominar, sacó su espada y se suicidó. |
| Partenopeo               | Atalanta tuvo de Melanión, o de Ares, un hijo, Partenopeo, que luchó contra Tebas. |
| Pentesilea               | Pentesilea, hija de Otrere y Ares que había dado muerte involuntariamente a Hipólita, fue purificada por Príamo. |
| Peón                     | Hijo de Ares y padre del epónimo Bistón. |
| Pilo                     | Agénor, hijo de Pleurón, engendró a Portaón y a Demónice, la cual con Ares tuvo a Pilo y otros tres hermanos. |
| Porteo                   | En una versión minoritaria un hijo asimismo de Ares. Fue padre de Eneo, el rey de Calidón. |
| Quimárroo                | Según un escolio, era uno de los hijos de Ares y padre, con la musa Polimnia, de Triptólemo. |
| Rómulo y Remo            | Marte (Ares) se apareció en un sueño de Rea Silvia o Ilia y la violó en un bosque. De esta violación nacieron los gemelos Rómulo y Remo según la mitología romana. |
| Sinope                   | Según un escolio Ares fue padre de Sinope, ora con Egina, ora con una tal Parnasa. |
| Sitón                    | Aquíroe fue seducida por el dios Ares, con el que tuvo un hijo llamado Sitón. |
| Sólimo                   | Sólimo, el héroe epónimo del pueblo de los sólimos nativos de Anatolia, se dice hijo de Ares y Caldona, hija de Pisido. |
| Tereo                    | Este hijo de Ares era natural de Tracia. Pandión solicitó su ayuda al suscitarse la querella con Lábdaco por cuestiones fronterizas. |
| Testio                   | Agénor, hijo de Pleurón, engendró a Portaón y a Demónice, la cual con Ares tuvo a Testio y otros tres hermanos. En una fuente se la menciona como Pisídice y la hace madre solamente de Testio.                                                                             |
| Tmolo                    | Tmolo, rey de Lidia, era hijo de Marte y Teógone. Mientras que cazaba sobre el monte Carmanorio vio por casualidad a la bella virgen Arripe, que asistía a Diana, y se enamoró apasionadamente de ella.                                                                     |
| Trasa                    | Trasa fue hija de Tereine (hija, a su vez, de Estrimón) y de Ares. |
| Trax                     | Trax (Θρᾷξ) esto es, «de Tracia» es uno de los hijos de Ares. En la Alcestis de Eurípides se menciona que uno de los nombres del propio Ares era Trax, ya que se le consideraba el patrón de Tracia.                                                                        |